# Fritz Walter (Politiker)
Fritz Walter (* 30. August 1896 in Ohrdruf/Thüringen; † 1. April 1977 in Wanfried) war ein deutscher Landwirt und Politiker.

## Leben

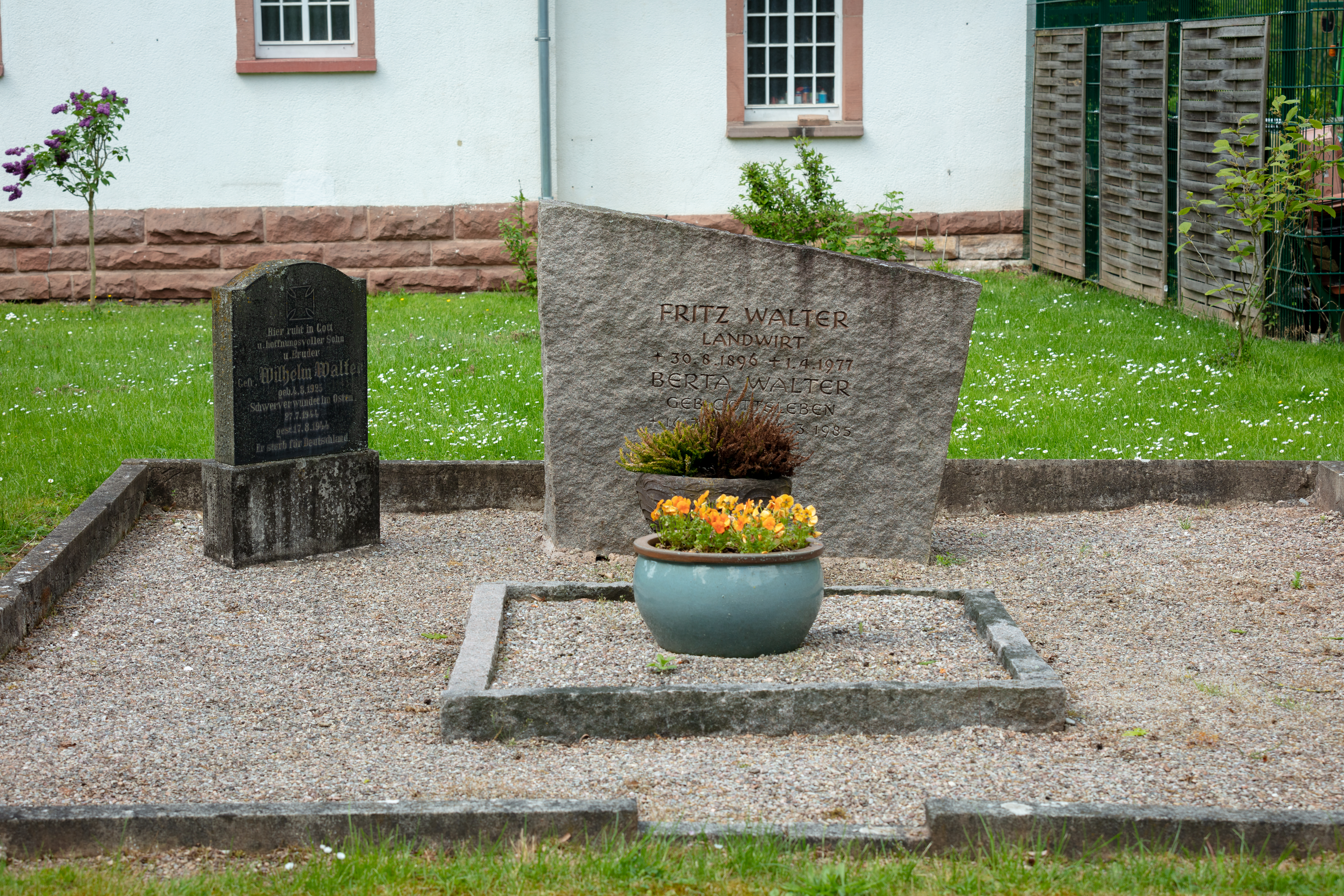
Grab von Fritz Walter, Berta Walter und Wilhelm Walter auf dem Friedhof in Wanfried.

Walter besuchte nach der Volksschule in Germerode (Kreis Eschwege) die Vorbereitungsschule für Forstbeamte in Hannover und führte ein Praktikum in Springe durch. Er besuchte danach die Forstschule in Templin und legte 1914 das Forstexamen ab. Nach der Lehrzeit in verschiedenen Betrieben nahm Walter als Kriegsfreiwilliger von 1914 bis 1918 im Ersten Weltkrieg teil, in dem er verwundet und mehrfach ausgezeichnet wurde.
Nach dem Krieg war Walter von 1919 bis 1933 Mitglied der Deutschnationale Volkspartei (DNVP). Von 1924 bis 1927 war Walter Mitglied im Jungdeutschen Orden. 1929 wurde er Stadtverordneter in Wanfried (Hessen) und war ab 1930 im Kreislandbund tätig. Er war von 1933 bis 1945 Kreisbauernführer in Eschwege und übernahm 1934 den väterlichen Hof „Mittelmühle“ in Wanfried.
Zum 1. Dezember 1929 trat er in die SA und die NSDAP ein (Mitgliedsnummer 177.064). 1930 folgte die Beförderung zum SA-Scharführer, von 1931 bis 1934 war Walter SA-Sturmführer. Walter, der auch ehrenamtlicher Kreisbauernführer der Kreisbauernschaft Mühlhausen war, trat zum 1. Juni 1937 von der SA in die SS über (SS-Nummer 281.123) und wurde dort am 10. September 1939 zum SS-Obersturmführer befördert. Walter war vom 1. Juni 1937 bis zum 1. Juni 1944 dem Rasse- und Siedlungshauptamt zugeordnet. Er wurde am 1. Juni 1937 NSDAP-Ortsgruppenleiter von Wanfried. Zudem war er Kreisbauernführer von Eschwege (1938) sowie Gauredner, Gauunterabteilungsleiter und Gaustellenleiter.
Nach dem Zweiten Weltkrieg wurde Walter 1950 Mitglied der FDP, für die er vom 1. Dezember 1954 bis zum 10. Oktober 1957 Landtagsabgeordneter in Hessen war. Sein Nachfolger wurde Franz Bareiter. Vom 15. Oktober 1957 bis zum 19. Oktober 1969 gehörte er dem Deutschen Bundestag an. Walter war außerdem 1959 Mitglied der 3. Bundesversammlung, 1964 Mitglied der 4. Bundesversammlung und 1969 Mitglied der 5. Bundesversammlung.
Seit 1951 war Walter Vorsitzender des Kreisbauernverbandes Eschwege und seit 1954 Kreislandwirt sowie Mitglied der Hauptversammlung der Land- und Forstwirtschaftskammer in Kassel.
Fritz Walter war verheiratet mit Berta Elisabeth Walter, geb. Gottsleben (* 16. Juli 1897; † 15. März 1985). Der Sohn Friedrich Wilhelm Walter (* 4. August 1925; † 17. August 1944) wurde am 27. Juli 1944 als Gefreiter auf dem östlichen Kriegsschauplatz des Zweiten Weltkriegs schwer verwundet und erlag wenig später seinen Verletzungen.